# Duelist×Engage
《Duelist×Engage》是Praline（プラリネ）在2011年4月8日發售的戀愛冒險類型成人遊戲，Praline的首部作品。

## 故事
志藤征斗在父親粟津義仲病逝後從他的秘書得知父親遺留的龐大債務，需要用父親另外為征斗隱密藏在騎士公國「Corangrane」（コラングレイン）的遺產來還債。然而要在該國繼承遺產需要與該國女性結婚取得國籍，父親也為此替義仲安排未婚妻Violetta。不久之後Violetta來到紫之森學園（紫ノ森学園）並且向征斗提出要在決鬥中戰勝她婚約才算成立的要求。

## 角色

### 主要角色
志藤征斗
本作的男主角。紫之森學園的二年級學生，粟津集團的繼承者。從小與母親生活，未曾見過父親。
Violetta Soleil　聲優：ヒマリ
Corangrane的貴族公主，征斗的未婚妻。為了婚約特地轉學到征斗的班級。
槙野萌菜香（聲優：夏野冰）
征斗的青梅竹馬和同學。家中經營蛋糕店，哥哥槙野啓輝也是她的班級老師。
花京院椿（聲優：一色ヒカル）
征斗的學姊，前任學生會會長，當地名家的大小姐。
Erica Flamberge　聲優：雪都さお梨
Corangrane的貴族大小姐。視Violetta為競爭對手，為了奪取征斗特地轉學到雛菊的班級。
野咲雛菊（聲優：遠野そよぎ）
征斗的學妹，新聞社的成員，後來與Erica成為朋友。

### 其他角色
笹原杏子（聲優：如月葵）
紫之森學園的二年級學生，萌菜香的親友，新聞社的成員。
南千代子（聲優：大花どん）
紫之森學園的二年級學生，萌菜香的親友，新聞社的社長。
志藤巴（聲優：佐本二厘）
征斗的母親，咖啡店「Cafe Soleil」（カフェ・ソレイユ）的老闆。
倉橋龍子（聲優：このかなみ）
粟津義仲的秘書。為了復興粟津集團而前來找征斗。
Aina　聲優：櫻川未央
服侍Violetta的管家。

## 主題曲
片頭曲「Snow wish」
作曲、編曲：ANZE HIJIRI，作詞、主唱：Duca
片尾曲「with you」
作曲、編曲：ANZE HIJIRI，作詞、主唱：Duca

## 評價
《Duelist×Engage》在日本美少女游戏与动画相关商品销售网站Getchu.com的2011年4月销量榜上排名第6名；上半年排名第28名。

## 外部連結
- 官方網站（页面存档备份，存于）（日語）